# Virginia Pearson
Pour les articles homonymes, voir Pearson.

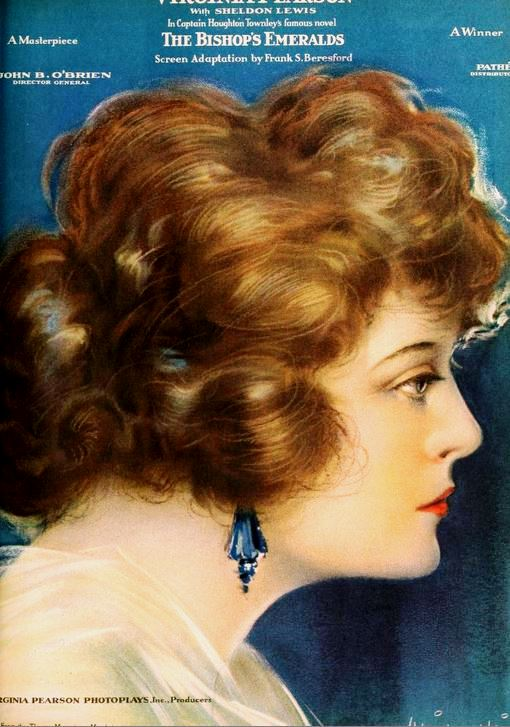
Virginia Pearson dans une publicité pour le film The Bishop's Emeralds (1919)

Virginia Pearson née Virginia Belle Pearson est une actrice et scénariste américaine du cinéma muet.

## Biographie
À l'âge d'or du cinéma muet, elle connut une immense célébrité sous le nom d'Hérétique de l'écran et régna avec Theda Bara et quelques autres comme l'une des plus sublimes vamps d'Hollywood. Elle décida de se dégager de ce personnage après la Première Guerre mondiale, mais le public se détourna d'elle. En 1924, possédant jusqu'alors une immense fortune, elle dut déclarer faillite. Par la suite, elle fut réduite à de petits rôles et forcée de vivre avec son mari, l'acteur Sheldon Lewis, dans la chambre d'un petit hôtel d'Hollywood, où elle décéda en 1958, un mois après ce dernier.

## Filmographie

### Comme actrice
- 1910 On Her Doorsteps (court métrage)
- 1914 The Stain de Frank Powell : Stevens' daughter
- 1914 Aftermath : Ruth Morgan
- 1915 The Reward de S. Rankin Drew (court métrage)
- 1915 The Turn of the Road de Tefft Johnson : Marcia Wilbur
- 1916 The Kiss of a Vampire
- 1916 Thou Art the Man de S. Rankin Drew : Emily Raynor
- 1916 The Writing on the Wall de Tefft Johnson : Barbara Lawrence
- 1916 L'Appât de l'or (The Hunted Woman) de S. Rankin Drew : Joanne Fitzhugh
- 1916 The Vital Question de S. Rankin Drew : Beatrice King
- 1916 Blazing Love de Kenean Buel : Margaret Walsh
- 1916 Hypocrisy de Kenean Buel : Virginia Trent
- 1916 The Tortured Heart de Will S. Davis : Lucille Darrell
- 1916 Daredevil Kate de Kenean Buel : Kate
- 1916 The War Bride's Secret de Kenean Buel : Jean MacDougal
- 1917 When False Tongues Speak de Carl Harbaugh : Mary Page Walton
- 1917 The Bitter Truth de Kenean Buel : Anne
- 1917 Sister Against Sister de James Vincent : Anne/Katherine
- 1917 A Royal Romance de James Vincent : The Princess Sylvia
- 1917 Wrath of Love de James Vincent : Roma Winnet
- 1917 Thou Shalt Not Steal de William Nigh : Mary Bruce
- 1917 All for a Husband de Carl Harbaugh : Henrietta Downs
- 1918 Stolen Honor de Richard Stanton : Virginia Lake
- 1918 A Daughter of France d'Edmund Lawrence : Louise de Ciron
- 1918 The Firebrand d'Edmund Lawrence : Princess Natalya
- 1918 Her Price d'Edmund Lawrence : Marcia Calhoun
- 1918 The Liar d'Edmund Lawrence : Sybil Houston
- 1918 The Queen of Hearts d'Edmund Lawrence : Pauline Chraud
- 1918 Buchanan's Wife de Charles Brabin : Beatrix Buchanan
- 1919 The Love Auction d'Edmund Lawrence : Lea Montrose, Mrs. Vanderveer
- 1919 The Bishop's Emeralds de John B. O'Brien : Hester, Lady Cardew
- 1919 Impossible Catherine de John B. O'Brien : Catherine Kimberly
- 1922 Wildness of Youth de Ivan Abramson : Louise Wesley
- 1923 A Prince of a King de Albert Austin : Queen Claudia
- 1925 What Price Beauty? de Tom Buckingham : Mary
- 1925 Le Sorcier d'Oz (The Wizard of Oz) de Larry Semon : Lady Vishuss
- 1925 The Phantom of the Opera de Rupert Julian : Carlotta / Carlotta's Mother
- 1925 The Red Kimona de Walter Lang: Mrs. Beverly Fontaine
- 1926 The Taxi Mystery de Fred Windemere : Mrs. Blaine Jameson
- 1926 Lightning Hutch de Charles Hutchison : Janet Thornwall
- 1926 Silence de Rupert Julian : Millie Burke
- 1926 Mum's the Word de Leo McCarey (court métrage) : la femme
- 1926 Atta Boy de Edward H. Griffith : Madame Carlton
- 1927 Driven from Home de James Young
- 1928 Le Loup de soie noire (The Big City) de Tod Browning : Tennessee
- 1928 The Actress de Sidney Franklin : Mrs. Telfer
- 1928 The Power of Silence de Wallace Worsley : Mrs. Wright
- 1929 Smilin' Guns de Henry MacRae : Mrs. van Smythe
- 1931 The Primrose Path de William A. O'Connor : Marie Randeau
- 1932 : Histoire d'un amour (Back Street) de John M. Stahl : figuration (non créditée)

### Comme scénariste
- 1912 : As the Fates Decree

## Galerie de photos

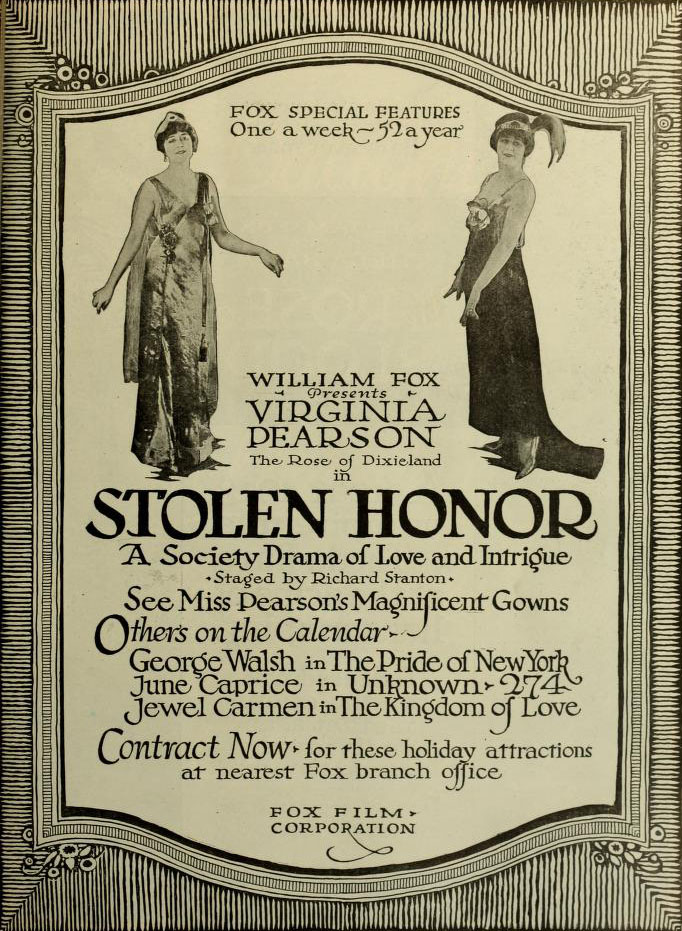
Stolen Honor (1917).
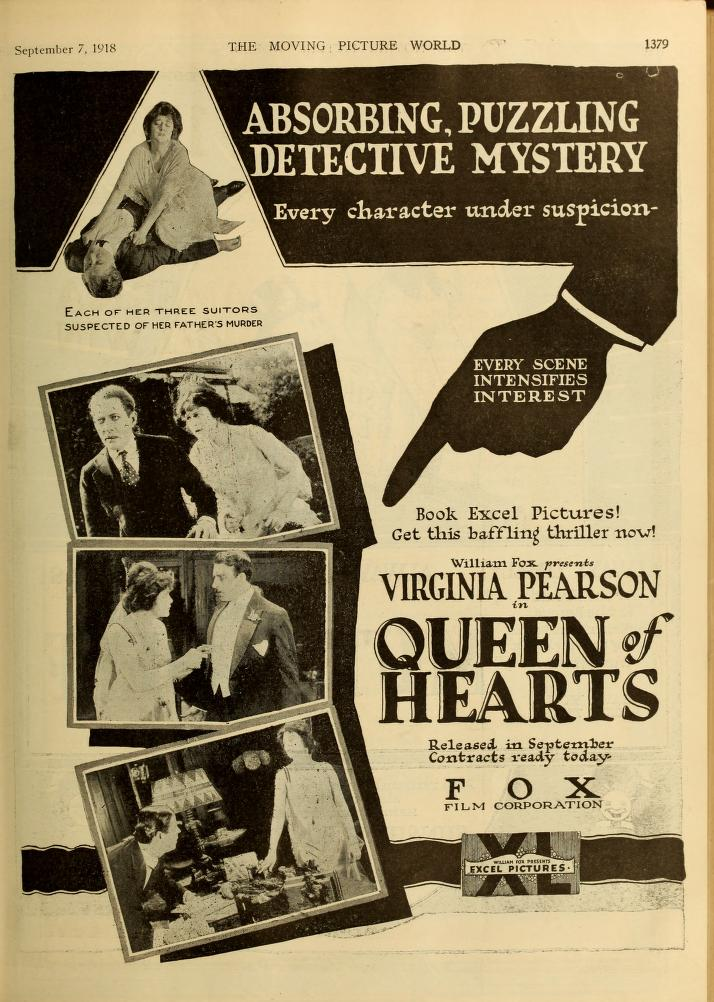
The Queen of Hearts (1918).
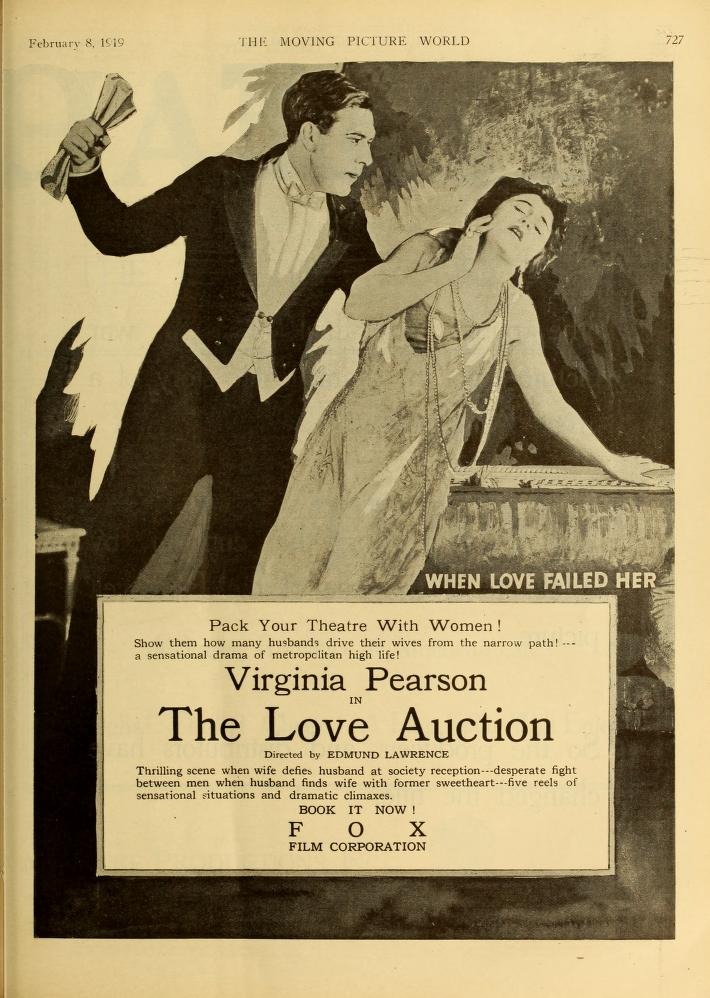
The Love Auction (1919).
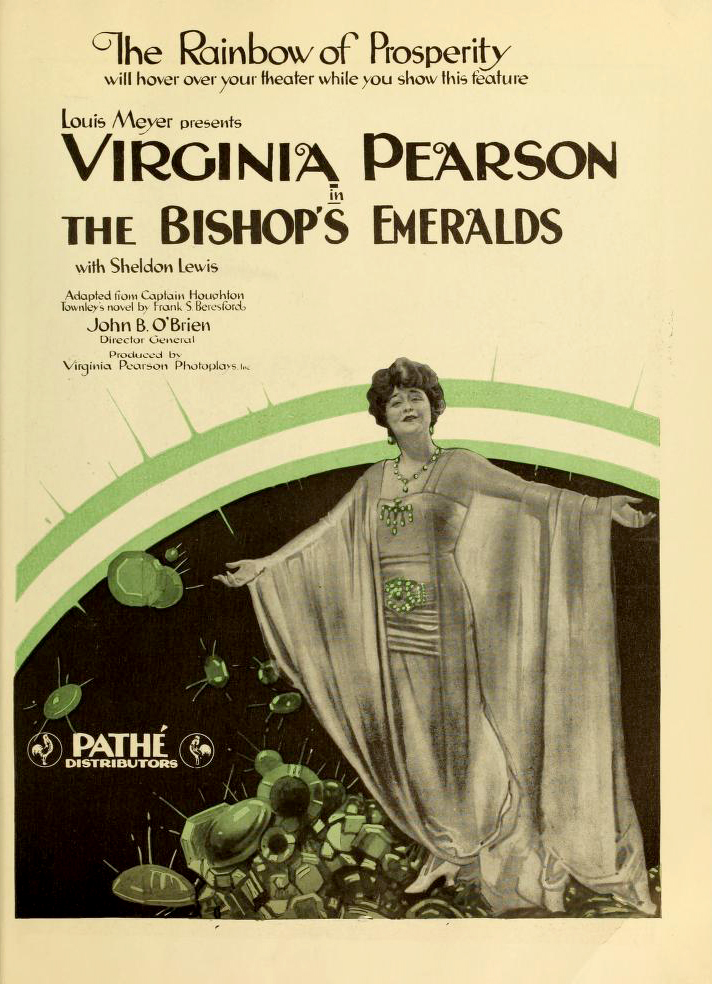
The Bishop's Emeralds (1919).